# El príncipe de las mareas
El príncipe de las mareas (The Prince of Tides) es una película de 1991 dirigida por Barbra Streisand.

## Argumento
Tom Wingo (Nick Nolte), es un profesor de literatura y entrenador de fútbol americano, cuya hermana melliza, Savannah, una reconocida escritora y poeta de Nueva York recientemente ha vuelto a intentar suicidarse. Tom es arrancado de su seguro y aburrido mundo en el sur del país y viaja a Nueva York para ayudar a la psiquiatra de Savannah, Susan Lowenstein (Barbra Streisand). 
Su papel sería el de "ser la memoria" de su hermana, pues esta se encuentra en un estado disociado que imposibilita su colaboración en el hospital, y ha reprimido determinados acontecimientos de su vida, mientras se recupera en el hospital. Sin embargo, esta posición llevaría a Tom a enfrentarse a su propio pasado, pues los secretos de su hermana son también los suyos, saliendo poco a poco el pasado de su disfuncional familia a la luz y la vida de su juventud en el sur del país. 
Susan Lowenstein comprende el alcance de los problemas de su paciente, gracias a la ayuda de Tom en la terapia, con quien finalmente sostiene un breve romance en la ciudad, porque su esposo la engaña, un afamado violinista de la élite de Nueva York, que se opone a que su hijo reciba clases de fútbol con Tom y espera se convierta en violinista. Al final Tom regresa con su familia.

## Premios

### Oscar 1991
| Categoría                 | Persona                   | Resultado  |
| ------------------------- | ------------------------- | ---------- |
| Mejor película            | Mejor película            | Candidata  |
| Mejor actor               | Nick Nolte                | Candidato  |
| Mejor actriz de reparto   | Kate Nelligan             | Candidata  |
| Mejor guion adaptado      | Pat Conroy Becky Johnston | Candidatos |
| Mejor banda sonora        | James Newton Howard       | Candidato  |
| Mejor fotografía          | Stephen Goldblatt         | Candidato  |
| Mejor dirección artística | Paul Sylbert              | Candidato  |

## Reparto
- Nick Nolte como Tom Wingo
- Barbra Streisand como Susan Lowenstein
- Blythe Danner como Sallie Wingo
- Kate Nelligan como Lila Wingo Newbury
- Jeroen Krabbé como Herbert Woodruff
- Melinda Dillon como Savannah Wingo
- George Carlin como Eddie Detreville
- Jason Gould como Bernard Woodruff